# 이도희 (뮤지컬 배우)
이도희(1983년 ~)는 대한민국의 배우, 가수다.

## 방송
- 보이스퀸 (2019) - Top7
- 라스트 싱어(2020) - Top5
- 제72회 제헌절 경축식 애국가 선도

## 음반
- 지울거야 (2017)
- MBN 보이스퀸 ROUND 1 (2019)
- MBN 보이스퀸 ROUND 2-2 (2019)
- MBN 보이스퀸 ROUND 4-2 (2020)
- MBN 보이스퀸 ROUND Semi Final (2020)
- MBN 보이스퀸 ROUND Final (2020)

## 공연
- 당신이 바로 <보이스퀸> 전국투어 콘서트 (2020)
- 모차르트! (2014)
- 러브 인 뉴욕 (2013)
- 올 댓 재즈 - 러브 인 뉴욕 (2012)
- 대한민국 건방진 아이들 (2009)
- 보잉보잉 (2008)
- 넌센스 (2008, 2010)